# آرامستان ارامنه شیشلی
آرامستان ارامنه شیشلی (ارمنی: Շիշլիի գերեզմանատուն؛ انگلیسی: Şişli Armenian Cemetery؛ ترکی استانبولی: Şişli Ermeni Mezarlığı) یک آرامستان ارمنیان می‌باشد که در ناحیه شیشلی شهر استانبول، ترکیه واقع شده است و مختص ارمنیان ترکیه می‌باشد و به آنها سرویس می‌دهد.

## مدفونان سرشناس
- هوهانس آرشارونی - پاتریارک ارمنیان کنستانتینوپل
- سیمون هاکوبیان - نقاش
- زابل سیبیل آساتور - نویسنده
- سواک بالیکچی - سرباز وظیفه کشته شده نیروهای مسلح ترکیه
- زاون بیریان - نویسنده
- یغیا دمیرجیباشیان - شاعر
- هاگوپ مارتایان - زبان‌شناس
- ماری گرکمزیان - مجسمه‌ساز
- هاروتیون هانسیان - نوازنده
- اودی هراند گنگولیان - نوازنده
- کاربیس ایستانبولاغلو - بازیکن فوتبال
- توتو کاراچا - هنرپیشه زن
- سیروارد گالباگیان گارامانوک - آهنگساز و نوازنده پیانو
- آرمان مانوکیان - پروفسور
- ماتیلد مانوکیان - کارآفرین زن
- هاکوپ منتسوری - نویسنده
- ماقاکیا اورمانیان - پاتریارک ارمنیان کونستانتینوپل
- استپان پاپلیان - نوازنده
- ماریام شاهینیان - عکاس
- نوبار ترزیان - هنرپیشه مرد
- اونو تونچ - نوازنده و آهنگساز
- یرواند ووسکان - مجسمه‌ساز
- زاهراد - شاعر
- گاربیس زاکاریان - بوکسور
- شامیرام کله‌چیان

## نگارخانه

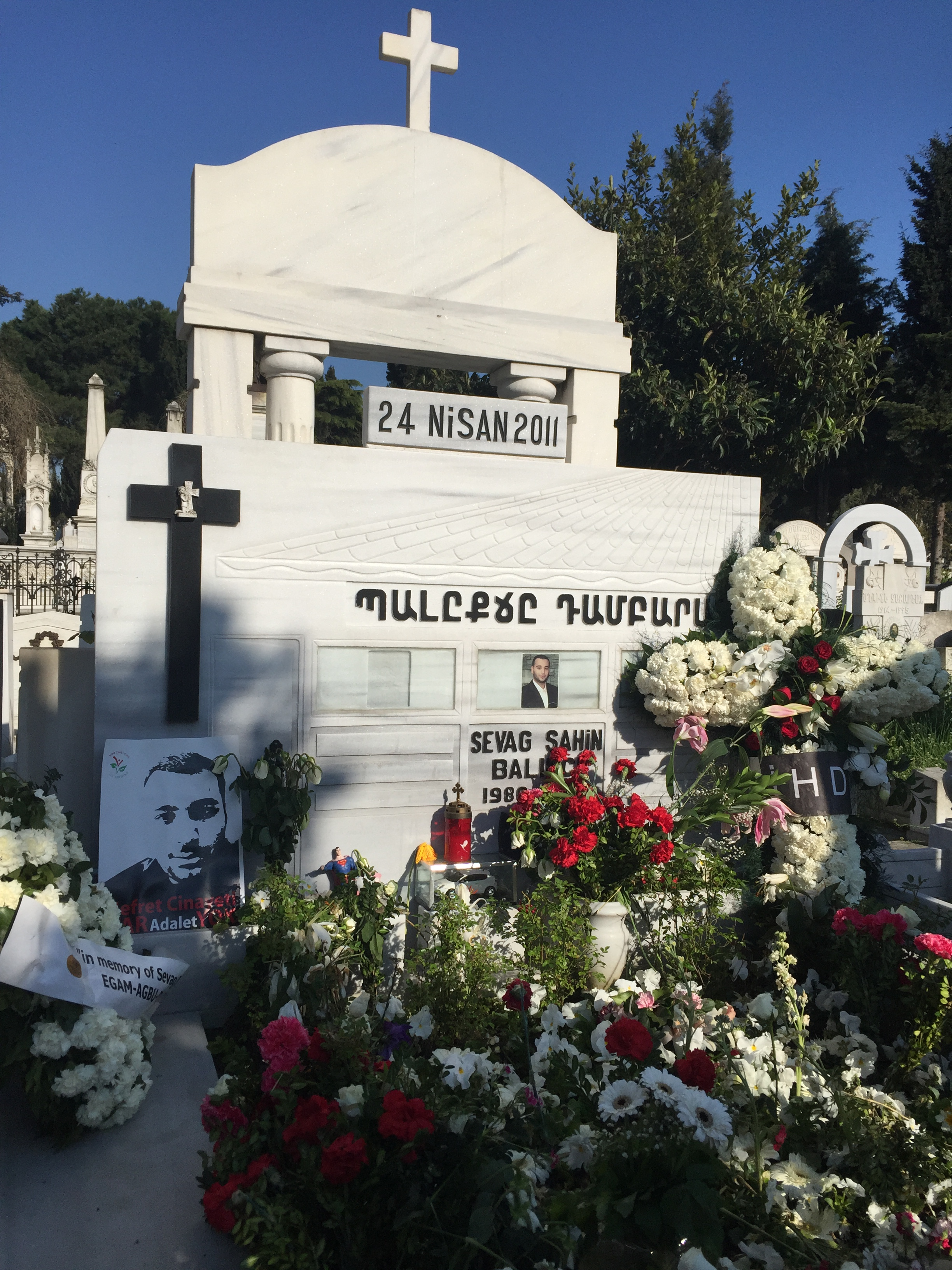
آرامگاه خانوادگی بالیکچی

## یادداشت
1. ↑  «Երեք խորան» հայկական եկեղեցու հիմնադրամ